# Bodach and Cailleach

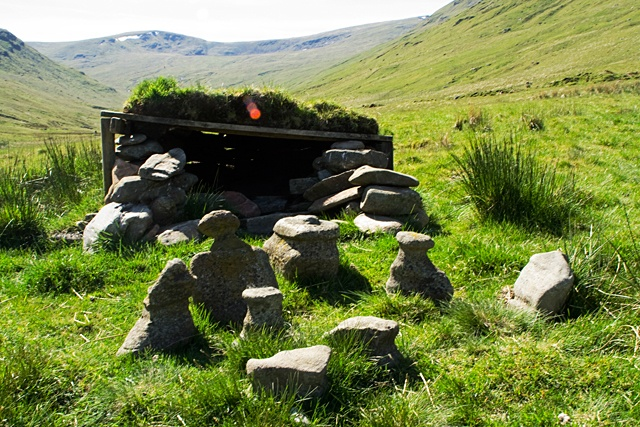
Die Alten von Gigha

Die Menhire (englisch Standing stones) Bodach and Cailleach (auch Man and Woman genannt) sind zwei kleine Menhire in der Nähe der Achamore Farm bei Ardminish im Süden der Insel Gigha (englische Aussprache ˈɡiːə, schottisch-gälisch Giogha (Gioghaⓘ)); eventuell aus dem Altnorwegischen Guðey („Gute Insel“) oder Gud-øy („Gottesinsel“) in Argyll and Bute in Schottland.
Auf der der Innere Hebriden-insel Gigha, leben 163 Einwohner (Stand 2011). Dort wurden alte Riten und Zeremonien bis in jüngere Zeit fortgesetzt. Ein Schriftsteller berichtete über faszinierende Begebenheiten, die mit dem wenig bekannten Ort verbunden waren und sprach von heidnischen Riten.
Es ist bekannt, dass die Riten bis Anfang des 19. Jahrhunderts bestanden, als irische Fischer den kleinen Hügel „Moinean Sitheil“ im „heiligen Moor des Friedens“ erklommen, um den „Alten von Gigha“, einem legendären Steinpaar, bekannt als Bodach und Cailleach, die seit undenklichen Zeiten auf dem niedrigen grünen Hügel stehen, zu huldigen.
Jeder ist ungefähr 60 cm groß, einer ist bootförmig mit einem tiefen Kiel und einer flachen rechteckigen Oberseite und der andere kannenförmig mit einer breiten vorspringenden Lippe. Durch die Jahrhunderte haben der kleine Bodach mit dem seltsam langgezogenen Kopf und seine Gemahlin, sowie eine umgebende Steinfamilie, über Gigha gewacht: Ihre mysteriöse Aura soll fortdauernde Fruchtbarkeit und Wohlstand garantieren. In der Vergangenheit hätten die Menschen sie mit Speisen oder Milch geehrt, und auch jetzt noch haben sie eine beträchtliche lokale Bedeutung und Respekt, auch wenn dies nun weniger deutlich auf heidnische Weise zum Ausdruck kommt. 